# Imbros
Imbros (nom turc: Gökçeada ; també se'n diu Görke o İmroz; en grec Iμβρος, Imvros) és una illa de la mar Egea, a la costa de Tràcia, propera a Samotràcia i Lemnos. Pertany a Turquia i s'inclou dins la província de Çanakkale.
Té una circumferència de 45 km, és muntanyosa i boscosa, amb un altura màxima de 562 metres (Ayon Ilias), amb valls fèrtils i un riu principal que antigament fou conegut com l'Ilissos. L'antiga capital, Imbros, era al nord de l'illa (després s'anomenà Kastro, en turc Kaleköy), però avui és prop de la costa sud-est i el seu nom turc és İmroz. La població és d'uns nou mil habitants, quasi tots turcs (un 3% són grecs), i la superfície és de 280 km². Les seves activitats principals són la pesca i el turisme.
Imbros fou incorporada a l'imperi Persa pel general Otanes al segle vi. El 494 aC Milcíades va desembarcar a l'illa i la va ocupar juntament amb Lemnos, que va poblar amb atenencs. Imbros fou aliada d'Atenes a la guerra del Peloponès.
La pau d'Antàlcides, que va fer lliures tots els estats grecs, va permetre a Atenes conservar Lemnos, Imbros i Skiros. Els romans, després de derrotar Filip V de Macedònia, van restituir aquestes illes a Atenes, que havien estat incorporades a Macedònia. La flota d'Antíoc III el Gran (223 aC-187 aC) va desembarcar a Imbros abans de passar a Skíathos.
Domini romà i romà d'Orient, va romandre dins l'Imperi fins al 1387. El 767 fou saquejada per pirates eslaus, que van agafar 2.500 persones de l'illa com a presoners.
El 1387, l'emperador romà d'Orient Joan V Paleòleg en va acordar la cessió al seu net (per la seva mare Maria Paleòloga), el genovès Francesc II Gattiluso de Lesbos, juntament amb Tassos, Lemnos i Samotràcia. A la caiguda de Constantinoble el 1453, molts notables de l'illa van fugir. El 1455 els otomans van ocupar Lesbos, centre del govern dels Gattiluso, però l'historiador Cristobulos, natiu de l'illa d'Imbros, va obtenir la immunitat temporal de l'almirall Hamza, i es va enviar una delegació al sultà a Edirne per negociar la seva submissió a l'Imperi en condicions acceptables; al mateix temps hi havia a Edirne una delegació dels Gattiluso de Lesbos i dels d'Enos, i el sultà va acordar l'illa d'Imbros a Palamede Gattiluso d'Enos contra un pagament anual de 1200 ducats (1455); el 1456 els otomans van atacar Enos i l'almirall Yuns va annexionar les dependències marítimes com Imbros; Cristobulos fou nomenat governador i va convèncer a la flota del Papa de no atacar l'illa a la tardor del 1456; els Gattiluso van recuperar Lesbos el 1456 però van haver de reconèixer la transferència de Tassos, Imbros i Samotràcia, que foren formalment incorporades a l'Imperi el 1457. El 1458 o 1459 Demetri Paleòleg dèspota de Mistra va demanar al sultà la concessió d'Imbros i Lemnos i el 1460 quan fou expulsat de Mistra li foren concedides junt amb Enos, Tasos i Samotràcia, com a feus otomans. Els venecians la van ocupar el 1466 però la flota otomana la va recuperar el 1470. Va romandre en mans dels turcs excepte en alguns moments de les guerres amb Rússia, en què fou temporalment ocupada pels vaixells russos.
Els grecs la van ocupar el 1912, però la van retornar pel tractat de pau de 1913. El 1920 el tractat de Sèvres la va adjudicar a Grècia, però els grecs foren derrotats el 1922 a Jònia. Al tractat de Lausana de 1923 foren restituïdes a Turquia i la població grega fou exclosa de l'intercanvi de poblacions pactat entre Grècia i Turquia. Es van dotar les illes d'una certa autonomia cultural i de govern intern, però a partir de 1926 el govern turc va incomplir el tractat i va prohibir l'ensenyament en grec. Les terres dels grecs foren expropiades i progressivament s'hi van instal·lar colons turcs. Un penal de presoners turcs d'alta perillositat fou establert a l'illa vers el 1970 i el règim obert va provocar diversos crims. La població grega ha emigrat i avui hi és molt minoritària.